# طليعة بروتين

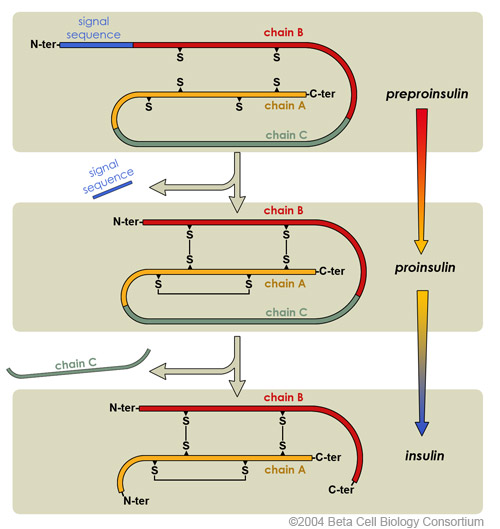
مخطط يوضح علمية نضج الإنسولين. يحتوي الإنسولين قبل الأولي على ببتيد توجيه، يُقص ببتيد التوجيه هذا في الشبكة الإندوبلازمية ويصبح إنسولين أولي. بعدها يخضع الأنسولين الأولي لعدة تعديلات بعد الترجمة منها قص الببتيد سي وتشكيل بعض الروابط الكبريتية ليصبح في النهاية إنسولينا ناضجا نشطا.

البروتين الأولي أو طليعة البروتين أو سلف البروتين (بالإنجليزية: Protein precursor or pro-protein) هو بروتين غير نشط يمكن أن يصبح نشطا بعد تعديلات ما بعد الترجمة مثل إزالة طرف منه كببتيد التوجيه أو إضافة جزيء إليه. في اللغة الإنجليزية تُستخدم السابقة "pro" غالبا وفي العربية يمكن إضافة كلمة الأولي بعد اسم البروتين أو إضافة كلمة طليعة قبله، من الأمثلة على ذلك: طليعة الإنسولين (الأنسولين الأولي) وطليعة أوبيوميلانوكورتين [الإنجليزية] (أوبيوميلانوكورتين أولي) وكلاهما طلائع هرمونية [الإنجليزية]، وبروتين سلف النشواني.
تُستخدم البروتينات الأولية بواسطة الكائن عند إمكانية أن يكون البروتين الناتج عنها ضارا، مع الحاجة إلى تواجده لمدة قصيرة و/أو بكميات كبيرة. يسمى الإنزيم الأولي بطليعة الإنزيم [الإنجليزية] أو سليف الإنزيم ومن الامثلة على ذلك إنزيمات الجهاز الهضمي البشري.
تُفرز بعض البروتينات الأولية من الخلية ويُخلَّق العديد منها مع ببتيد توجيه في النهاية الأمينية يعمل كعلامة تؤدي إلى إفرازهم. كغيرها من البروتينات التي تحتوي على ببتيد توجيه، تسبق اسم هذه البروتينات السابقة الإنجليزية pre والعربية سلف أو قبل لذلك تسمى: سلف طليعة البروتين أو البروتين قبل الأولي (بالإنجليزية: pre-pro-protein)‏. يُقصّ ببتيد التوجيه في الشبكة الإندوبلازمية ومن الأمثلة على هذه البروتينات: سلف طليعة الأنسولين (الأنسولين قبل الأولي) وهو سلف طليعة هرمون [الإنجليزية] (هرمون قبل أولي).
التسلسلات الأولية (بالإنجليزية: Pro-sequences)‏ هي مناطق من سِلسِلة البروتين مهمة وأساسية لحدوث التطوي الصحيح، عادة في انتقال البروتين من الحالة غير النشطة إلى النشطة. يمكن أن يكون للتسلسلات الأولية دور في نقل البروتين الأولي وإفرازه.